# Benelli Supernova
A Benelli Supernova é uma espingarda de ação deslizante (pump-action) usada para caça, autodefesa e aplicação da lei, fabricada pela fabricante italiana de armas de fogo Benelli Armi SpA. A Supernova possui um redutor de recuo, fixado na parte interna da coronha, que aumenta a duração da propagação do impulso do tiro, reduzindo assim o recuo sentido.

## Variantes
Estão disponíveis três modelos principais:
- SUPERNOVA com ComforTech: Este modelo está disponível com uma variedade de configurações de cano e mira, a maioria destinada à caça e ao tiro ao prato. É fabricado em preto e camuflado. Os canos podem ser raiados ou lisos e geralmente têm 24", 26" ou 28" de comprimento. Cinco tipos de estranguladores estão disponíveis.
- SUPERNOVA com SteadyGrip: Este modelo está disponível apenas no cano de 24". O SteadyGrip foi projetado para maior precisão.
- SUPERNOVA Tactical: Este modelo pode ser equipado com mira de anel aberto ou fantasma, e tem um cano de 18,5" ou 14" com estrangulamento de cilindro fixo,[2] com punho de pistola de coronha fixa ou punho de pistola de coronha ajustável.
- SUPERNOVA Tactical (especificação da Polícia Real Tailandesa): Este modelo é equipado com mira de anel fantasma, trilho picatinny sob o punho dianteiro e tem cano de 14" com três tipos de estrangulamentos,[2] além de punho de pistola ajustável.

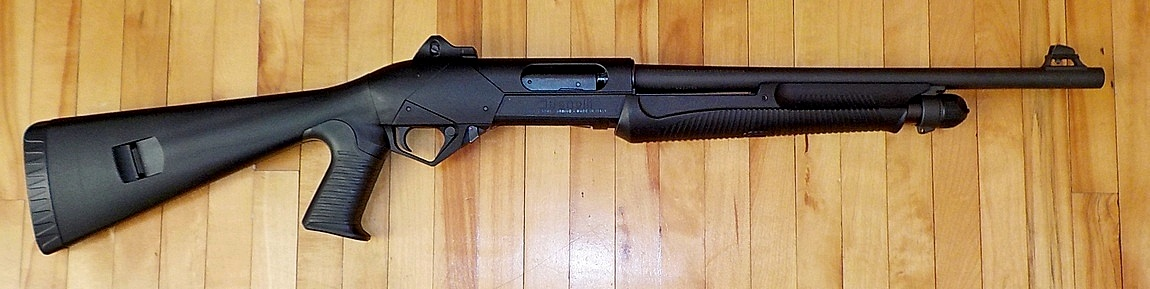
Benelli SuperNova Tactical com cano de 18,5 polegadas e com punho de pistola

## Operadores
- Bangladesh

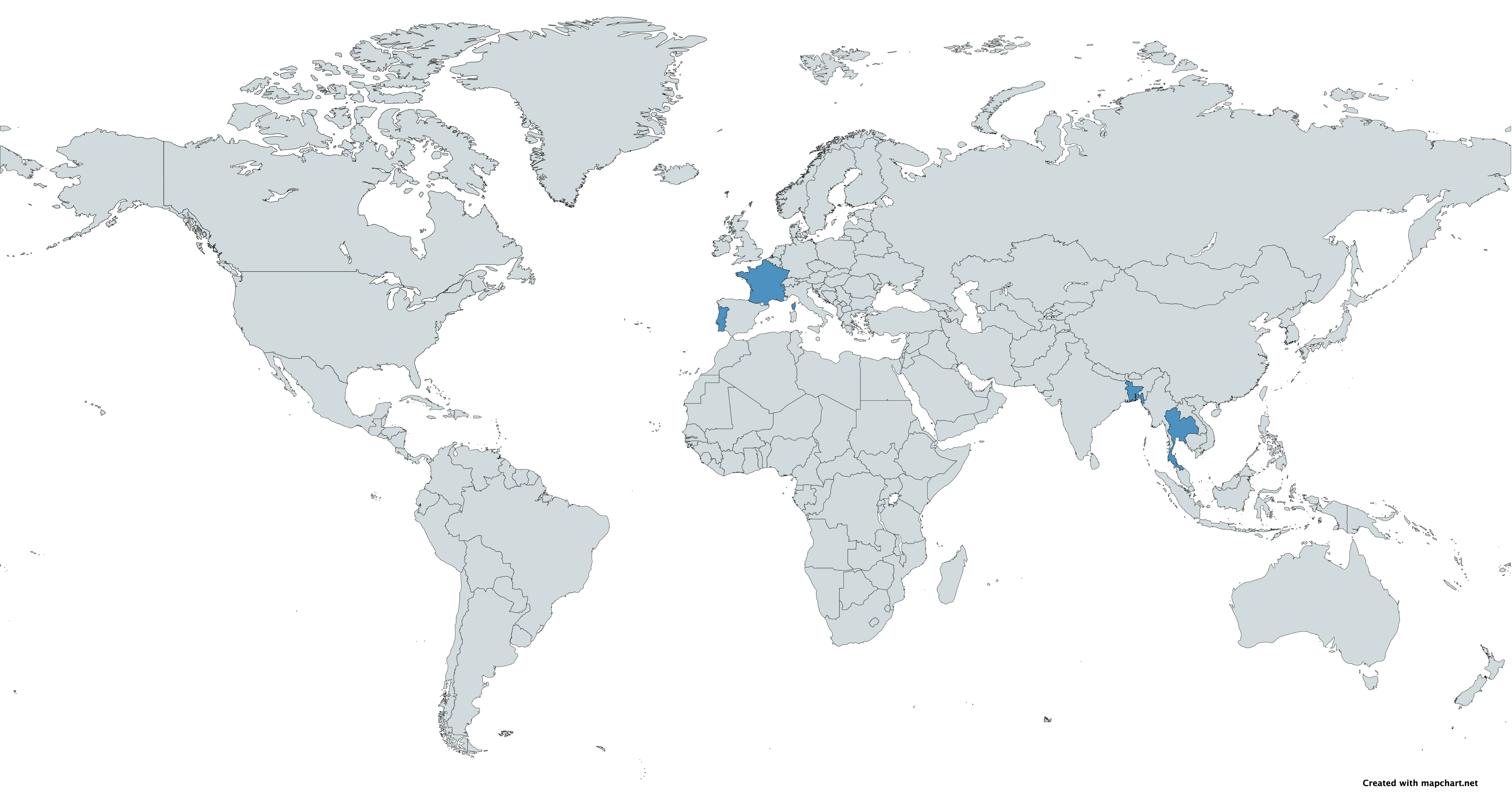
Mapa com operadores da Supernova em azul

  - Guarda de Bangladesh: quantidade - 1.800.[3][4]
- França
  - Forças Armadas Francesas: Selecionou a Benelli Supernova Tactical em 2022 como sua nova espingarda de serviço.[5]
- Portugal
  - Exército Português: Comprou 380 unidades em 2020.
- Tailândia
  - Polícia Real Tailandesa: Selecionou a Benelli Supernova Tactical 14" em 2020-2021 como sua nova espingarda de serviço.[5]